# Coimbra-Springaffe
Der Coimbra-Springaffe (Callicebus coimbrai) ist eine Primatenart aus der Unterfamilie der Springaffen innerhalb der Familie der Sakiaffen (Pitheciidae). Er ist zu Ehren des brasilianischen Zoologen Adelmar Faria Coimbra-Filho benannt und wurde 1999 beschrieben.

## Merkmale
Coimbra-Springaffen sind wie alle Springaffen relativ kleine Primaten mit einem dichten Fell und einem langen, buschigen Schwanz, der nicht als Greifschwanz verwendet werden kann. Ihr Fell ist grau oder gelbgrau gefärbt, am Rücken befinden sich einige angedeutete dunkle Querstreifen. Die Hände und Füße sind schwarz, der Schwanz ist leuchtend orange gefärbt. Der Kopf ist klein und rundlich, an der Stirn befindet sich ein schwarzer Querstreifen, der in die ebenfalls schwarz gefärbten Ohrbüschel übergeht.

## Verbreitung und Lebensraum
Coimbra-Springaffen leben im südöstlichen Brasilien, ihr Verbreitungsgebiet umfasst den Küstenstreifen von Sergipe und des Nordostens von Bahia. Ihr Lebensraum sind Wälder.

## Lebensweise
Über die Lebensweise der Coimbra-Springaffen ist wenig bekannt, vermutlich stimmt sie mit der der übrigen Springaffen überein. Springaffen sind tagaktiv und halten sich meist in den Bäumen auf. Sie bewegen sich entweder vierfüßig oder springend fort. Sie leben in Familiengruppen, die beiden Partner bleiben oft ein Leben lang zusammen. Diese Gruppen bewohnen ein festes Territorium, das anderen Tieren durch morgendliche Duettgesänge mitgeteilt wird. Ihre Nahrung besteht vorwiegend aus Früchten, zu einem geringeren Anteil fressen sie auch Blätter und manchmal Insekten. Die Väter beteiligen sich intensiv an der Jungenaufzucht, sie tragen das Kind und geben es der Mutter nur zum Säugen.

## Gefährdung
Die atlantischen Küstenwälder Brasiliens sind durch Umwandlung in landwirtschaftlich genutzte Gebiete oder Siedlungsgebiete zu einem Großteil zerstört worden, dadurch wurde das Verbreitungsgebiet der Coimbra-Springaffen stark verkleinert und zerstückelt. Es umfasst heute insgesamt rund 150 km², die Gesamtpopulation wird auf rund 500 bis 1000 Tiere geschätzt. Die IUCN listet die Art als „stark gefährdet“ (endangered).